# Син чарівника
«Син чарівника» (англ. Sorcerer's Son) — перший роман з серії «Книги Елементалів» Філліс Айзенштайн, що вперше вийшов на масовий ринок 1979 року у видавництві Дель Рей Букс. 
Роман перевидавався декілька разів, востаннє у 2002 році, як у твердій, так і в м'якій обкладинках, як частина двотомного видання Meisha Merlin Publishing, до складу якого також увійшов роман «Кришталевий палац». (Останній роман у трилогії «Кам'яне місто» завершив Айзенштайн; допоки Мейша Мерлін раптово не припинили свою діяльність у 2007 році, ця книга залишалася окремо неопублікованою.)

## Сюжет
Роздратований відмовою на пропозицію одруження, чаклун-демон Смада Режик починає вважати, що чарівниця Леді Делівев Ормору із замку Спінвеб збирається його принизити. Він відправляє свого найвірнішого слугу-демона Гілдрума набути виду красеня-лицаря, який отримав поранення в бою, і приїжджає до замку Шпінвеба для притулку з завданням зачати дитину леді Делівев. З цією метою Режик дає демону своє сім'я; одного разу Делівев таки завагітніла, Режик вважає, що у нього є одинадцять днів, щоб підготувати свою оборону, допоки Делівев не виявить ослаблення своїх сил та не перерве вагітність. Проте чаклу навіть не міг уявити, що чарівниця не буде позбавлятися від їх сина, а його вірний слуга-демон закохається у свого смертного ворога. Як тільки син, Крей Ормору, досягає зрілості, він починає подорож, як лицар, щоб з'ясувати що ж насправді сталося з його таємничим батьком.
Крей знаходить декілька підказок про справжню особистість свого батька; зрештою, молодий чоловік розуміє, що не зможе завершити свої пошуки як лицар. Отож, він вирішує приміряти на себе роль учня чаклуна, щоб простежити сліди своєї матері. Режикові прихильники зголошуються грати роль наставників Крея, але потай прагнуть саботувати його магічну освіту. Крей відволікається, хоча це перетворюється на гнів, коли Гілдрум розкриває брехливість Режика. Грей не лякається, проте починає лютувати, коли дізнається від Гілдрума про брехливу натуру Режика. Гілдрум таємно навчає Грея викликати демона. Він дізнається, що Режик — його батько і відмовляється від навчання; Режик втомлює свою подвійність і наказує смерті Краю. Режик приховує свою дволикість та наказує вбити Грея.
Гілдруму вдається вивернути свої накази з Режика і ховає Крей в царстві демонів і продовжує навчати його чаклунства. Гілдруму вдається спотворити наказ Режика, водночас він ховає Грея в царстві демонів, де продовжує навчати чаклунського мистецтва. Грей знайомиться з декількома демонами й розуміє, що йому буде легше перемогти, використовуючи союзників-демонів замість рабів-демонів. Оскільки звільнених демонів-рабів неможливо повторно поневолити, він пропонує звільнити демонів назавжди в обмін на їх службу. Грей повертається з армією демонів, щоб здолати Режика, який прагне знищити Делівев. Коли Режик остаточно переможений, Гілдрум наважується розкрити своє приховане кохання до Делівев.